# Кієр
Кієр (рум. Chier) — село у повіті Арад в Румунії. Входить до складу комуни Тирнова.
Село розташоване на відстані 395 км на північний захід від Бухареста, 43 км на північний схід від Арада, 144 км на захід від Клуж-Напоки, 79 км на північний схід від Тімішоари.

## Населення
За даними перепису населення 2002 року у селі проживали 1195 осіб.
Національний склад населення села:
| Національність | Кількість осіб | Відсоток |
| -------------- | -------------- | -------- |
| румуни         | 1010           | 84,5%    |
| українці       | 112            | 9,4%     |
| цигани         | 62             | 5,2%     |
| угорці         | 11             | 0,9%     |

Рідною мовою назвали:
| Мова       | Кількість осіб | Відсоток |
| ---------- | -------------- | -------- |
| румунська  | 1078           | 90,2%    |
| українська | 93             | 7,8%     |
| циганська  | 19             | 1,6%     |
| угорська   | 5              | 0,4%     |